# 峴港大學
峴港大學（越南语：／）是一所位于越南峴港市的公办综合性大学，为越南中北部规模最大的高等学校。1994年由岘港理工大学与峴港师范专科学校等学校合并而成。该校在昆嵩省也有分校。

## 组织构成
- 工科大学　The University of Technology
- 经济学院　The College of Economics
- 外国語学院　The College of Foreign Languages
- 师范学院　The College of Education
- 短期技术学院　The Junior College of Technology

## 外部連接
- The University of Da Nang （页面存档备份，存于）

16°04′15″N 108°13′10″E / 16.0709°N 108.2194°E